# Пергола с пристанью
Пергола с пристанью — памятник архитектуры. Расположен в Верхнем парке Ораниенбаума, с западной стороны Китайского пруда.
Пергола была построена в 1870-е годы. К западу от перголы расположен валун, превращённый в скамью, с датой «1762» (на этом месте Антонио Ринальди планировал построить Кофейный домик). Между Китайским прудом и галереей сделана каменная лестница, сама галерея состоит из 54 пилонов пудостского камня высотой 2 м 55 см с решёткой из брусьев.
Пергола огораживает дворик с партерным цветником. В перголе и рядом с ней в разное время были установлены статуи «Ангел» (мрамор, Луиджи Бьенэме, заменена на «Илионея» во второй половине XIX века, дальнейшая судьба статуи неизвестна), «Амур» (мрамор, заменена на «Меркурия» во второй половине XIX века, дальнейшая судьба статуи неизвестна), «Илионей (сын Ниобы)», «Парис», «Меркурий» и «Нимфа в раковине».
К 1925 году пергола была полуразрушена, стоявшие в ней «Парис» и «Илионей» были повреждены.
Восстановление перголы после Великой Отечественной войны состоялось в 1949 году.
«Нимфа в раковине» (Италия, мрамор, 1850-е годы) была отреставрирована в 1949 году, но в 2020-е годы убрана в фонды в связи с плохой сохранностью. В перголе была установлена копия статуи.
«Сын Ниобы Илионей» (частичная шпиатровая копия с греческого оригинала «Ниоба с детьми» середины IV века н. э.) во время войны был эвакуирован в Ленинград, в июле 1945 года возвращён в Ораниенбаум, с 1946 года стоял рядом с Китайским дворцом, после реставрации в 1950 году возвращён на историческое место, в 2000 году убран в фонды, выставлен в 2011 году и вновь убран в фонды с заменой на бронзовую копию.
«Парис» (Германия, 1850-е, шпиатр) был установлен у перголы в 1966 году. В 2000-е годы был перемещён в фонды, экспонировался в 2004—2007 годах в Китайской кухне, затем вновь хранился в фондах. Прошёл реставрацию в 2018 году, после чего бронзовую копию установили у западной галереи Большого дворца.
«Меркурий» (бронза, копия с оригинала Джамболоньи 1580 года, предположительно выполнена Э. Гастклу) был установлен рядом с перголой во второй половине XIX века. В 1936 году статую перенесли в Центральный парк культуры и отдыха имени С. М. Кирова. В 1947 году «Меркурия» отреставрировали и на следующий год вернули в Ораниенбаум. С начала 1950-х годов статуя была установлена у дворца Петра III, в 2000-е годы перенесена в фонды, отреставрирована в 2018 году и вновь установлена рядом с перголой.